# Michalowa (obwód miński)
Michalowa (biał. Міхалёва; ros. Михалёво, Michalowo) – wieś na Białorusi, w obwodzie mińskim, w rejonie berezyńskim, w sielsowiecie Bahuszewiczy. W 2009 roku liczyła 192 mieszkańców.